# Narcy (Nièvre)
 Narcy  es una población y comuna francesa, situada en la región de Borgoña, departamento de Nièvre, en el distrito de Cosne-Cours-sur-Loire y cantón de La Charité-sur-Loire.

## Demografía
| 592 | 620 | 583 | 575 | 539 | 490 |
| Para los censos de 1962 a 1999 la población legal corresponde a la población sin duplicidades (Fuente: INSEE [Consultar]) |     |     |     |     |     |